# Sardar Azmoun
Sardar Azmoun (født 1. januar 1995 i Gonbad-e-Kavus, Iran), er en iransk fodboldspiller (angriber). Han spiller for Shabab Al-Ahli i Forenede Arabiske Emirater og Irans fodboldlandshold.

## Klubkarriere
Efter at have startet sin karriere i hjemlandet skiftede Azmoun i 2013 til russisk fodbold, hvor han skrev kontrakt med NEC Nijmegen. Han havde dog svært ved at tilspille sig en fast plads på holdet, og blev derfor udlejet til ligarivalerne FC Rostov, som han senere også foretog et permanent skifte til.
I sæsonen 2015-16 var Azmoun med til at sikre Rostov en andenplads i den russiske liga, og dermed også kvalifikation til den følgende sæsons Champions League. I sommeren 2017 skiftede han tilbage til Rubin Kazan.

## Landshold
Azmoun står (pr. september 2024) noteret for 85 kampe og 53 scoringer for det iranske landshold, som han debuterede for 26. maj 2014 i en venskabskamp mod Montenegro. Senere samme år scorede han sit første mål for holdet i et opgør mod Sydkorea. Han blev udtaget til den iranske trup til VM 2018 i Rusland og VM 2022 i Qatar.